# Henrik Dagård
Henrik Dagård (* 7. August 1969 in Halmstad) ist ein ehemaliger schwedischer Leichtathlet, der sich auf den Zehnkampf spezialisiert hatte.

## Leben
Dagårds erstes erwähnenswertes internationales Resultat war sein vierter Platz im Zehnkampf bei den Juniorenweltmeisterschaften 1988 in Greater Sudbury. 1989 wurde er erstmals Schwedischer Meister in dieser Disziplin. Bei den Europameisterschaften 1990 in Split belegte er den neunten Rang, während er bei den Weltmeisterschaften 1991 in Tokio den Wettkampf nicht beendete.
Seine erfolgreichste Zeit hatte Dagård Mitte der 1990er-Jahre. 1994 gewann er die Silbermedaillen im Siebenkampf bei den Halleneuropameisterschaften in Paris und im Zehnkampf bei den Europameisterschaften in Helsinki. Im selben Jahr erreichte er mit dem zweiten Rang beim renommierten Mehrkampf-Meeting Götzis seine beste Platzierung bei dieser Veranstaltung. 1995 holte er die Bronzemedaille im Siebenkampf bei den Hallenweltmeisterschaften in Barcelona, während er beim Zehnkampf der Weltmeisterschaften in Göteborg nur Rang 16 belegte.
1998 errang Dagård seinen zweiten Titel im Zehnkampf bei den Schwedischen Meisterschaften. Im selben Jahr erreichte er bei den Europameisterschaften in Budapest hingegen nur den 15. Platz. Bei den Weltmeisterschaften 1999 in Sevilla wurde er Siebter. 2000 in Sydney startete er zum ersten und einzigen Mal bei Olympischen Spielen und belegte den 10. Platz.
Dagårds Zehnkampfbestleistung von 8403 Punkten, erzielt 1994 beim Décastar in Talence, hatte fast 15 Jahre lang als schwedischer Rekord Bestand, ehe Nicklas Wiberg diese Marke bei den Weltmeisterschaften 2009 in Berlin um 3 Punkte übertraf.
Nach seiner aktiven Laufbahn wurde Dagård zunächst Fitnesstrainer beim schwedischen Fußballverein IF Elfsborg, später beim Halmstads BK.